# Władysław Jan Kalkus
Władysław Jan Kalkus (Leopoli, 8 giugno 1892 – Blackpool, 23 febbraio 1945) è stato un generale e aviatore polacco, già distintosi come ufficiale nel corso della prima guerra mondiale nelle file dell'Imperiale e regio esercito austro-ungarico. dopo la fine del conflitto entrò in servizio nell'esercito polacco. Assegnato a richiesta all'aviazione militare. Fu comandante della 581ª, 5ª, 17ª e 6ª Eskadry Wywiadowczej (Squadriglia da ricognizione), e poi 2º Reggimento d'aviazione (2° Pułku Lotniczego). Nel settembre 1938 dirisse le operazioni del 3º Gruppo aereo in appoggio al Gruppo Operativo Indipendente Śląsk incaricato di annettere Zaolzie, allora facente parte della Cecoslovacchia. Promosso maggior generale, dopo le dimissioni del generale Ludomił Rayski gòli succedette come comandante in capo dell'aeronautica militare e della difesa aerea in tempo di pace, mentre il generale Józef Zając fu designato a ricoprire tale incarico in tempo di guerra. Durante la breve guerra contro la Germania del settembre 1939 comandò le forze aeree assegnate direttamente al Ministero degli affari militari. Evacuato in Francia, tra l'ottobre 1939 e il marzo 1940 comandò l'aeronautica militare polacca in territorio francese, e poi raggiunse la Gran Bretagna per divenire Ispettore e vice comandante delle forze aeree polacche ivi dislocate. Quando nel mese di giugno del 1940 la Francia si arrese alla Germania, egli fu sollevato dall'incarico di vicecomandante, e nell'agosto da quello di ispettore, delle forze aeree, sostituito da Stanisław Ujejski.

## Biografia
Nacque l'8 giugno 1892 a Leopoli, figlio di Paweł Piotr, impiegato delle ferrovie, e di Joanna Płonki. Compie gli studi presso il locale liceo, passando gli esami di maturità a Buchaczu, e quindi iniziò a frequentare la facoltà di giurisprudenza dell'Università di Leopoli per tre semestri di studi. Come suddito dell'Imperatore d'Austria-Ungheria viene arruolato nell'Imperiale e regio esercito il 1º ottobre 1913 con ferma volontaria per un anno. L'addestramento e la formazione si svolsero presso la Scuola sottufficiali della riserva nella sua città natale.

### La prima guerra mondiale

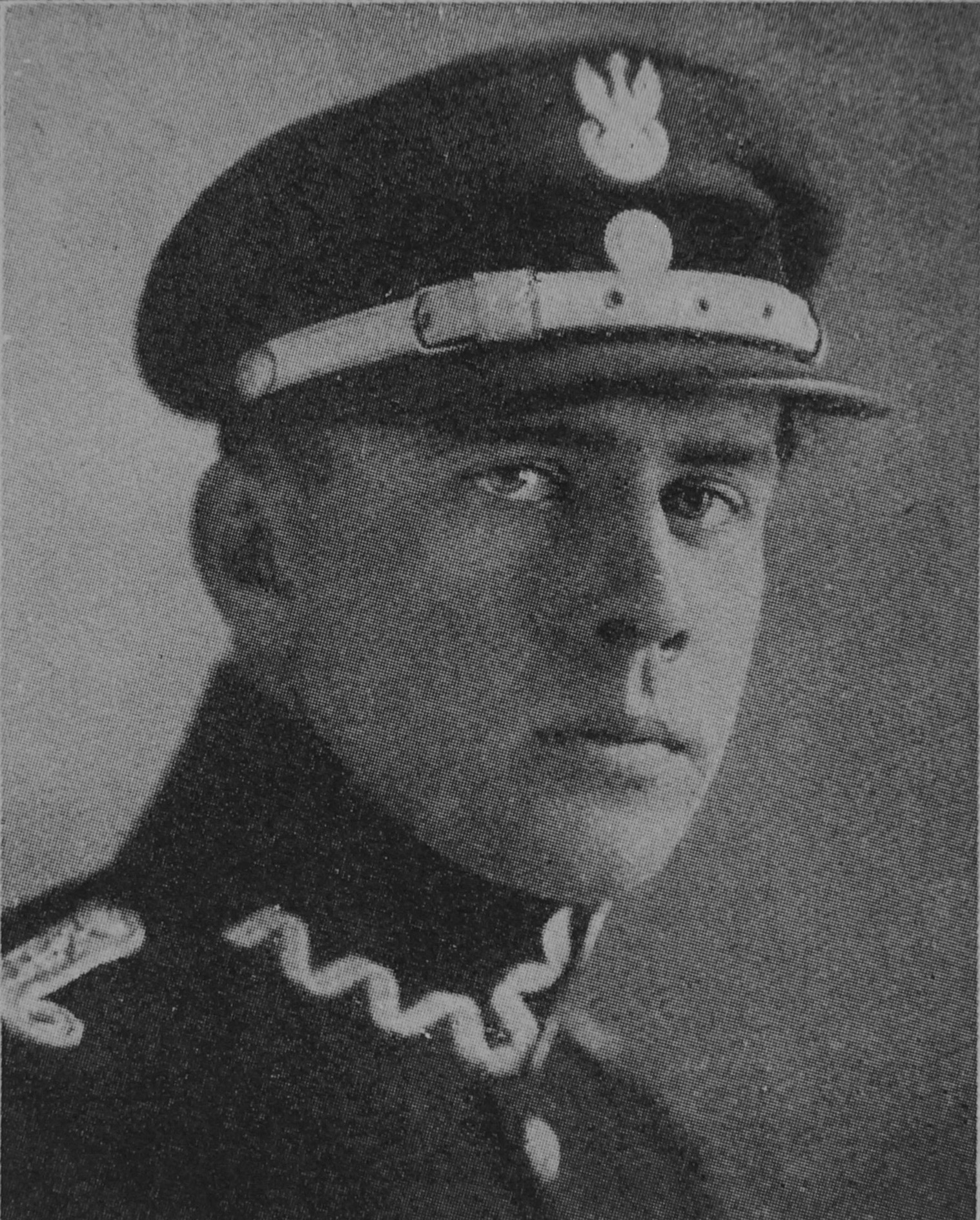
In divisa da pilota in una foto del 1920

Il 1º agosto 1914, dopo lo scoppio della prima guerra mondiale, viene mobilitato e mandato al fronte come comandante di plotone del 30º Reggimento fanteria. Insieme con i suoi fanti partecipa a numerosi combattimenti contro i russi, rimanendo ferito in azione. Dopo la convalescenza torna al fronte, per essere poi trasferito in quello italiano. Rimane ferito una seconda volta, e passa un discreto periodo di convalescenza in ospedale. Alla sua dimissione si trova trasferito sul fronte serbo. Durante il suo servizio in prima linea fu promosso ai gradi successivi nel corpo degli ufficiali di riserva di fanteria di sottotenente (1 maggio 1916) e tenente (1 febbraio 1918).
Dopo la fine della guerra e la successiva dissoluzione dell'Impero austro-ungarico, si arruolò nel neocostituito esercito polacco, entrando ufficialmente in servizio il 16 novembre 1918. Durante la breve guerra polacco-ucraina combatte come comandante di compagnia in difesa di Leopoli.

### Tra le due guerre

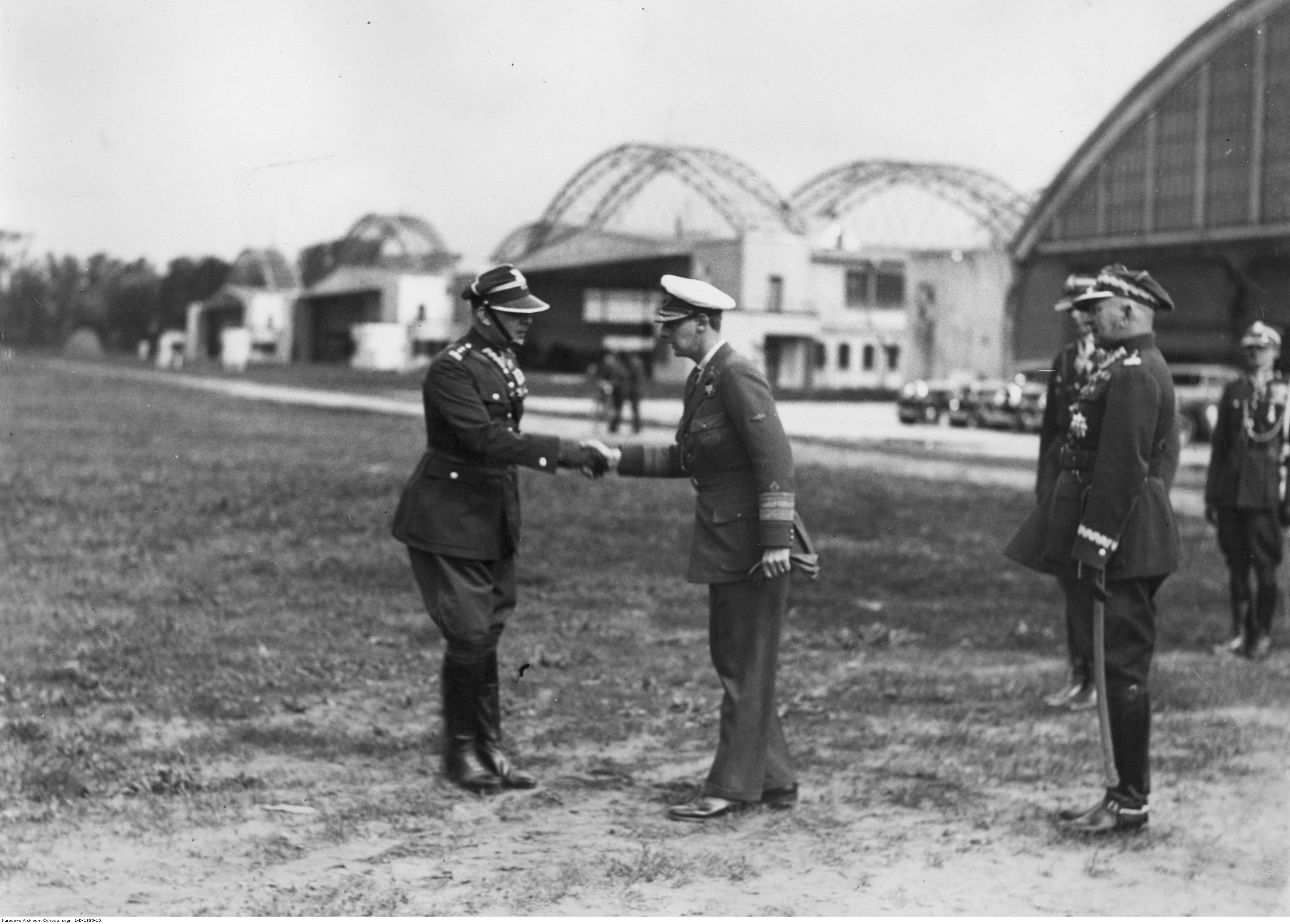
In occasione della visita del principe Nicola di Romania in Polonia nel 1933 lo accoglie sull'aeroporto militare di Okęcie.

Dal 1º dicembre 1918, dietro sua richiesta, entra a far parte dell'aviazione militare. Frequenta la Scuola Militare d'Aviazione (Wojskowej Szkole Lotniczej) di Varsavia, e nel febbraio 1919 passa alla Scuola di pilotaggio (Niższej Szkole Pilotów) di Cracovia, dove rimane fino al gennaio 1920. Durante la permanenza presso la scuola, il 1º giugno 1919, viene promosso al grado di capitano.
Al termine dell'addestramento viene inviato come pilota, e comandante di squadriglia, presso la 581 Eskadry Wywiadowczej (Squadriglia da Ricognizione), passando successivamente alla 5, 17 e 6 Eskadry Wywiadowczej. Dal luglio 1921 al febbraio 1923 presta servizio come comandante di squadriglia e vice comandante del 2º Reggimento dell'Aviazione (2° Pułku Lotniczego) di Cracovia. Il 3 maggio 1922 fu accertato capitanocon anzianità 1 giugno 1919 e al 23º posto nel corpo degli ufficiali aeronautici.
Dal febbraio 1923 al settembre 1926 viene distaccato presso la fabbrica aeronautica Centralnych Zakładach Lotniczych (C.Z.L.), ricoprendo al suo interno vari incarichi. Dal settembre 1926 all'aprile 1928 diviene capo del IV dipartimento dell'aviazione del Ministero degli affari militari (Ministerstwa Spraw Wojskowych).  Il 31 marzo 1924 fu promosso maggiore, e il 1 aprile 1924 fu assegnato al IV Dipartimento della Navigazione Aerea del Ministero degli Affari Militari. Nel settembre del 1926 fu trasferito al quadro degli ufficiali dell'aviazione con contestuale incarico al IV Dipartimento dell'Aviazione del Ministero degli Affari Militari in qualità di capo del dipartimento del personale. Nel novembre 1928 fu trasferito al 1º Reggimento Aereo con l'incarico di vice comandante. Dal 29 dicembre 1928 al 4 giugno 1929 frequenta il corso organizzato dal Centro Militare di Studi Avanzati di Varsavia, e il 23 gennaio 1929 fu promosso tenente colonnello con anzianità il 1 gennaio 1929 al secondo posto nel corpo degli ufficiali aeronautici.
Dall'aprile al giugno 1929 ricopre il ruolo di vice comandante del 1º Reggimento d'aviazione di Varsavia, mentre il 27 giugno dello stesso anno assume il comando del 3º Reggimento d'aviazione di stanza a Poznań, incarico mantenuto fino al novembre 1935. Allo stesso tempo servi come sostituto comandante del 2° Grupy Aeronautycznej.  Dal novembre 1935 comanda il 3º Gruppo d'aviazione (Grupą Lotnictwa) a Cracovia, poi a Varsavia dal 1 gennaio 1938. Nel settembre 1938 dirige le operazioni del 3º Gruppo aereo in appoggio al Gruppo Operativo Indipendente Śląsk incaricato di annettere Zaolzie, allora facente parte della Cecoslovacchia.

### La seconda guerra mondiale

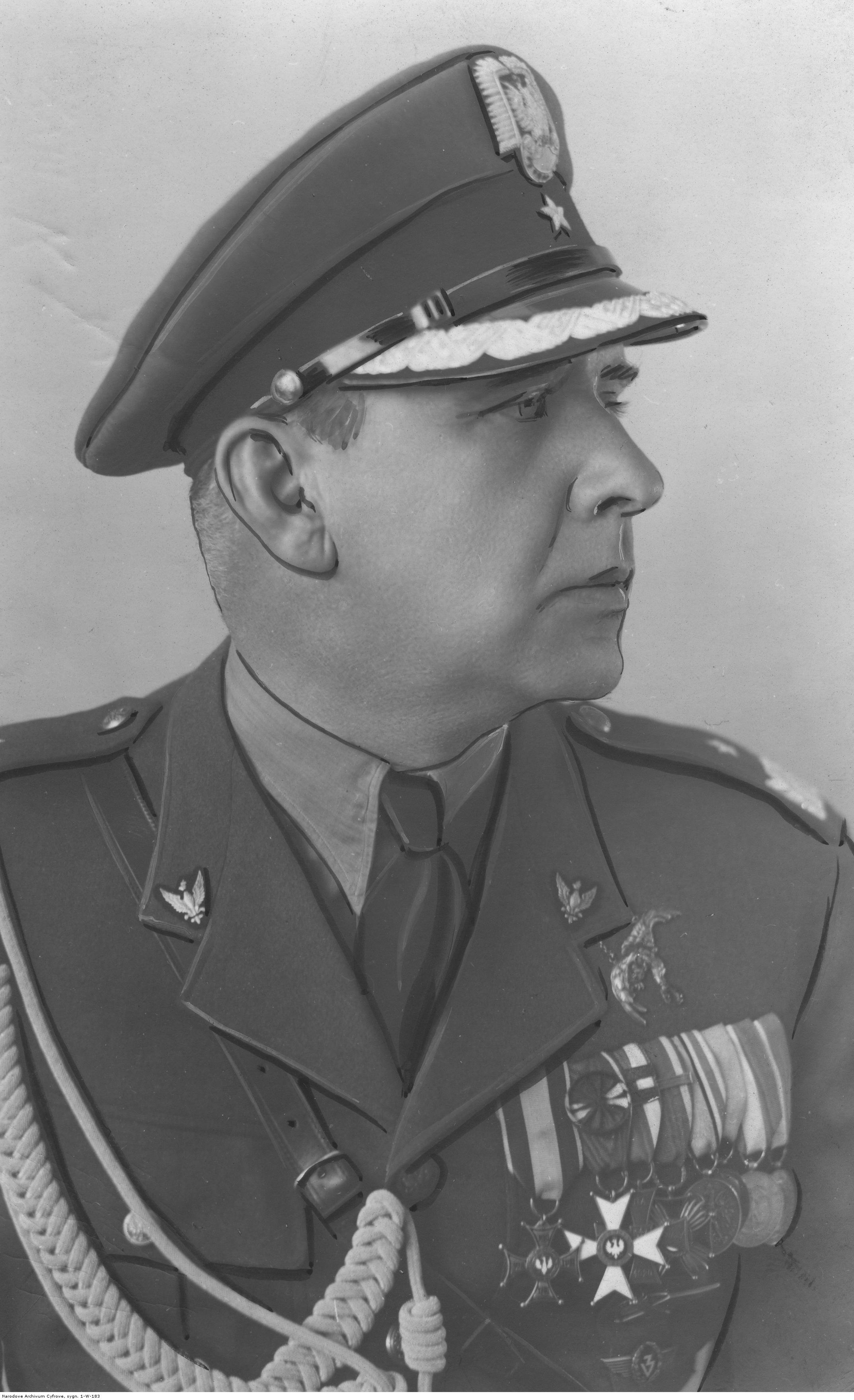
In divisa da generale di brigata.

Il 19 marzo 1939 viene elevato al rango di generale di brigata, e succedette al generale Ludomił Rayski come comandante in capo dell'aeronautica militare e della difesa aerea in tempo di pace, mentre il generale Józef Zając fu designato a ricoprire tale incarico in tempo di guerra. Durante la breve guerra contro la Germania del settembre 1939 comandò le forze aeree assegnate direttamente al Ministero degli affari militari.
Poco prima della resa della Polonia emise un ordine in cui esortava tutti i piloti ed ai tecnici dell'aeronautica in grado di poterlo fare di raggiungere la Romania per poter successivamente recarsi in Francia dove sarebbe stata ricostituita l'aeronautica militare polacca. Assieme al generale Zajac attraversò la frontiera rumena, raggiungendo poi la Francia. Tra l'ottobre 1939 ed il marzo 1940 comandò l'aeronautica militare polacca in Francia, collaborando alla difesa aerea. Il 4 gennaio 1940 venne ufficialmente costituita in Francia la Polskie Sily Lotnicze. Nel marzo 1940 raggiunse la Gran Bretagna per divenire Ispettore e vice comandante delle forze aeree polacche ivi dislocate (Polskich Sił Powietrznych w Wielkiej Brytanii). Quando nel mese di giugno del 1940 la Francia si arrese alla Germania, egli fu sollevato dall'incarico di vicecomandante, e nell'agosto da quello di Ispettore, delle forze aeree, sostituito da Stanisław Ujejski. Tra l'agosto 1940 e l'aprile 1941 rimase senza un comando operativo, e fu brevemente internato in un campo di concentramento a Rothesay, sull'isola di Bute, in Scozia, insieme al generale Rayski. Tra il 22 gennaio 1941 e 12 aprile 1942 prestò servizio come comandante presso all'Operational Training Unit 18 di Bramcote.  Nell'aprile 1942 assunse il comando della base aerea polacca di Blackpool, lasciando l'incarico nel gennaio 1944 per motivi di salute, ma fino al febbraio 1945 rimase a disposizione del comandante delle Forze aeree polacche in occidente. Durante il servizio militare in Gran Bretagna gli venne diagnosticato un cancro, e per decisione dei medici fu ricoverato presso l'ospedale militare Ormskrik, a Blackpool, dove si spense il 23 febbraio 1945. La sua salma fu sepolta presso il cimitero militare polacco di Layton..

### La morte del figlio Wacław
Il 14 giugno 1922 nasceva Wacław Stanisław, figlio di Wladyslaw Kalkus, destinato a seguire le orme del padre, entrando in aviazione. Fuggito in Romania dopo la capitolazione della Polonia, raggiunse la Francia e successivamente la Gran Bretagna. Diventato tenente, volò come navigatore negli equipaggi dei bombardieri della 301 Dywizjon Bombowy "Ziemi Pomorskiej". Il 24 giugno 1943 il suo aereo venne impegnato in un'incursione sui Paesi Bassi occupata dai tedeschi, e il velivolo fu intercettato ed abbattuto da un caccia notturno. Il suo corpo venne sepolto nel cimitero di Amsterdam.

## Onorificenze

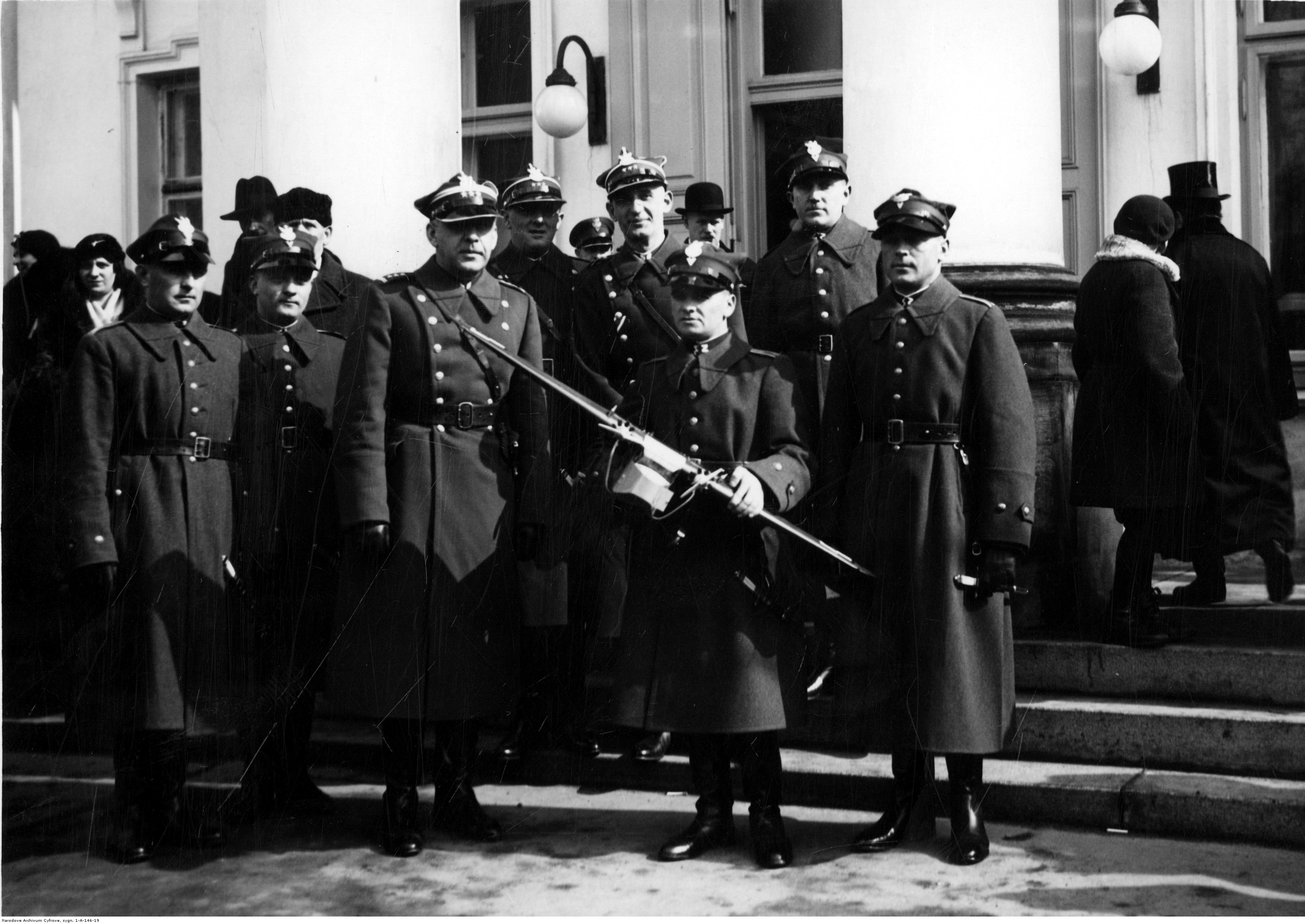
In occasione della celebrazioni per l'onomastico di Józef Piłsudski nel 1935 - una delegazione della 1ª AA con il colonnello Władysław Kalkus (3° da sinistra) nel cortile del Belvedere.

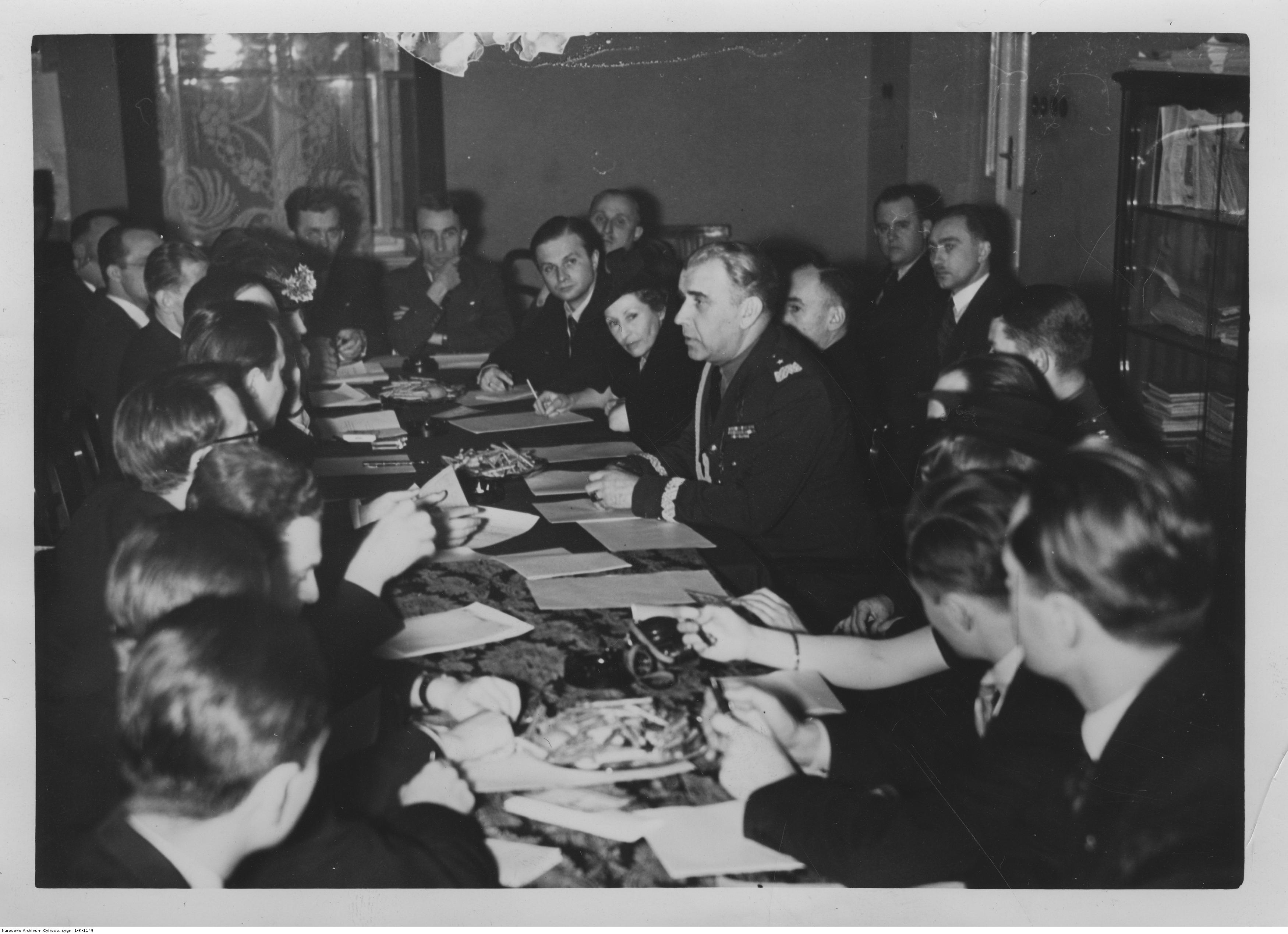
Attorniato dai giornalisti in occasione della nomina a comandante dell'aviazione militare nel marzo 1939.

### Annotazioni
1. ↑  Secondo Adam Kurowski gli studenti dei corsi del Centrum Wyższych Studiów Wojskowych non avevano diritto al titolo di ufficiale di Stato Maggiore. Gli autori Kryska-Karski e Zurakowski dichiarano che dopo aver completato la Scuola Superiore di aviazione (aprile 1928 - aprile 1929) Kalkus ebbe il titolo di Ufficiale di Stato Maggiore, citando però il diario personale, mentre l'Elenco degli ufficiali diplomati (dal 15 aprile 1931), non lo cita tra gli ufficiali qualificati. Inoltre la Wyższa Szkoła Lotnicza (Scuola Aeronautica) si tenne solo nel 1936.

### Fonti
1. 1 2 3 4 5 6 7 8 9 10 11  Samoloty.
2. ↑  Czmur, Wójcik 2003, p. 83.
3. 1 2 3 4 5 6 7 8 9 10  Infolotnicze.
4. ↑  Czmur, Wójcik 2003, p. 242.
5. ↑  Lista starszeństwa oficerów zawodowych, Ministerstwo Spraw Wojskowych, Warszawa 1922, p.245.
6. ↑  Dziennik Personalny Ministerstwa Spraw Wojskowych, n. 32 del 2 aprile 1924, p. 171.
7. ↑  Dziennik Personalny Ministerstwa Spraw Wojskowych, n. 36 del 9 aprile 1924, p. 201.
8. ↑  Dziennik Personalny Ministerstwa Spraw Wojskowych, n. 36 del 10 settembre 1926, p. 295.
9. ↑  Czmur, Wójcik 2003, p. 84.
10. ↑  Dziennik Personalny Ministerstwa Spraw Wojskowych, n.14 del 5 novembre 1928, p. 353.
11. ↑  Dziennik Personalny Ministerstwa Spraw Wojskowych, n.2 del 24 gennaio 1929, p. 3.
12. 1 2 3  Krzystek 2012, p. 258.
13. ↑  Rybka, Stepan 2006, p. 546.
14. ↑  Rybka, Stepan 2006, p. 6.
15. ↑  Rybka, Stepan 2006, p. 468.
16. ↑  Cynk 1998, p. 54.
17. 1 2  Cynk 1998, p. 94.
18. ↑  Penske, Michael Alfred. The Polish Underground Army, the Western Allies, and the Failure of Strategic Unity in World War II. McFarland & Company Inc., Jefferson, North Carolina, 2005. ISBN 0-7864-2009-X.
19. ↑  Cynk 1998, p. 100.
20. ↑  Cynk 1998, p. 153.
21. ↑  Piotr Stawecki Słownik biograficzny generałów Wojska Polskiego 1918-1939, wyd. 1994, str. 275.
22. ↑  In memory of brave Poles, The Gazette of Blackpool, 19 february 2010.